# Kurt Bachmann
Kurt Bachmann (* 22. Juni 1909 in Düren; † 23. Februar 1997 in Köln) war ein deutscher kommunistischer Politiker (KPD, DKP), Aktivist und Widerstandskämpfer gegen den Nationalsozialismus. Von 1969 bis 1973 war er Vorsitzender der Deutschen Kommunistischen Partei (DKP).

## Leben

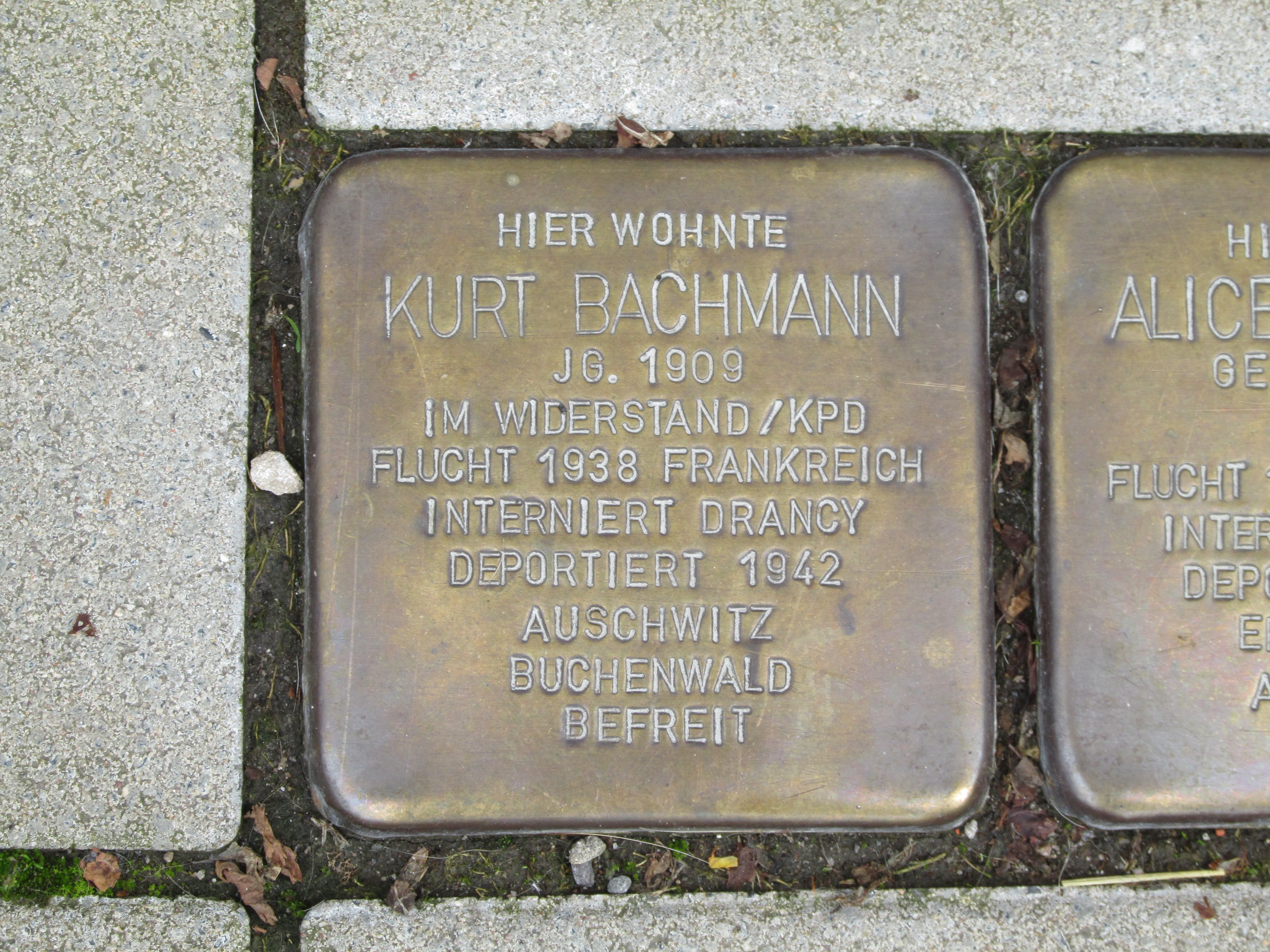
Stolperstein Kurt Bachmann, Euskirchener Straße 21 in Köln

Der Sohn des kaufmännischen Angestellten und Sozialdemokraten Max Bachmann (Geschäftsführer im Schuhhaus „Tack“ Düren, Kaiserplatz 19, Ecke Weierstraße) und der Elfriede Bachmann geb. Klaber, war jüdischer Herkunft und gelernter Gerber. Wie Bachmann erzählte, sagte ihm sein Vater einmal: „Wenn du Überstunden machst, brauchst du gar nicht mehr nach Hause zu kommen. Ein Arbeiter verdient seinen Lebensunterhalt in acht Stunden, und wenn es nicht reicht, dann kämpft er für mehr Lohn.“
1929 wurde Bachmann Mitglied der KPD-nahen Revolutionären Gewerkschafts-Opposition (RGO), 1932 KPD-Mitglied. 1933–35 arbeitete er illegal für die KPD in Köln und  verbreitete Flugblätter. Zusammen mit Otto Kropp und Ulrich Osche baute er 1935 die von der Gestapo mehrfach zerschlagene Kölner KPD-Bezirksorganisation wieder auf und nutzte dabei seinen Firmenwagen, um illegale Schriften aus dem Neusser Hafen abzuholen und zu verbreiten. Kropp wurde 1936 verhaftet und 1937 hingerichtet, ohne Bachmann zu verraten.
1938 ging Bachmann zusammen mit seiner ebenfalls jüdischen Frau Alice Bachmann, geb. Wertheim, für seine Firma nach Frankreich, wo er nach Kriegsausbruch 1939 interniert wurde. Er war Mitglied der illegalen KPD-Leitung in Toulouse. 1940 widersetzte er sich einer auf Walter Ulbricht zurückgehenden Anordnung, sich freiwillig bei der Gestapo zu melden und nach Deutschland bringen zu lassen. Im Zuge des Deutsch-sowjetischen Nichtangriffspaktes hatte die KPD-Führung in Moskau zeitweise die Hoffnung, die KPD werde in Nazideutschland wieder geduldet oder sogar legalisiert.
1942 wurde Bachmann verhaftet und kam mit seiner Frau Alice in einen Transport nach Auschwitz. Da er arbeitsfähig war, trennte man ihn von den anderen; seine Frau wurde ermordet. Ebenso seine Eltern und Schwester. Bachmann war Insasse verschiedener KZ-Lager, zuletzt des KZ Buchenwald, wo er wieder Anschluss an die KPD fand. Er war einer der wenigen Überlebenden des Todesmarsches vom KZ Auschwitz nach dem KZ Buchenwald.
1945 wurde er Lizenzträger der Volksstimme, des KPD-Organs in Köln, war Mitgründer der Vereinigung der Verfolgten des Naziregimes (VVN), 1949–56 als enger Mitarbeiter Max Reimanns Sekretär im KPD-Parteivorstand und Dozent an Parteischulen. Dabei beteiligte er sich im Zuge stalinistischer Exzesse auch an der Verleumdung eigener Genossen, u. a. von Fritz Sperling, die er später bedauerte.
Nach dem KPD-Verbot 1956 arbeitete er als Reprograph, dann als Bonner Korrespondent der antifaschistischen Wochenzeitung Die Tat. Bei der Bundestagswahl 1965 kandidierte er für die Deutsche Friedensunion. Ab 1967 betrieb er die Gründung der Deutschen Kommunistischen Partei (DKP), war 1969–73 Parteivorsitzender, danach noch bis 1990 Mitglied im Parteivorstand sowie im Generalrat der Fédération Internationale des Résistants (FIR). 1974 verlieh ihm die Sowjetunion den Orden der Völkerfreundschaft, im gleichen Jahr erhielt er die höchste Auszeichnung der DDR, den Karl-Marx-Orden. Zudem wurde ihm 1979 der Internationale Lenin-Friedenspreis verliehen.
In den 1980er und 1990er Jahren trat Bachmann in Köln bei zahlreichen Kundgebungen der Friedensbewegung, bei Kundgebungen gegen Fremdenhass („Arsch huh, Zäng ussenander“, 1992) und gegen rechtsgerichtete Veranstaltungen auf. Auch wurde er häufig als Zeitzeuge der Verfolgung im Naziregime befragt. Oft wandte er sich bei solchen Gelegenheiten gegen die Gleichsetzung von Sozialismus und „Nationalsozialismus“. Er selbst benutzte nie das Wort „Nationalsozialismus“, sondern sprach stets von „Faschismus“. Er begründete das wie folgt: „Aber der Faschismus redete mit zwei Zungen. (…) Am 27. Januar 1932 erklärte Hitler vor dem Industrieclub in Düsseldorf: ‚Wir haben den unerbittlichen Entschluß gefaßt, den Marxismus bis zur letzten Wurzel in Deutschland auszurotten.‘ Und dann soll der Nationalsozialismus eine Variante des Sozialismus sein?“
Für Kurt Bachmann und seine Frau Alice wurde in der Euskirchener Straße 21 in Köln ein Stolperstein verlegt.

## Werke
- Antifaschistischer Widerstand und Einheitsfront. In: Frank Deppe, Willi Gerns,  Heinz Jung (Hrsg.): Marxismus und Arbeiterbewegung. Josef Schleifstein zum 65. Geburtstag. Verlag Marxistische Blätter, Frankfurt am Main 1980. ISBN 3-88012-605-4, S. 56–67.
- Kurt Bachmann (Hrsg. und eingel.): 1933. Texte, Fotos, Chronik. Verlag Marxistische Blätter, Frankfurt/Main 1983, ISBN 3-88012-675-5.
- Kurt Bachmann: Wir müssen Vorkämpfer der Menschenrechte sein. Reden und Schriften. Verlag Pahl-Rugenstein Nachfolger, Köln 1999, ISBN 3-89144-268-8.

## Einzelbelege
1. ↑  Stadtarchiv Düren, Signatur: PDS/Offene Liste Düren, Informationen zu Kurt Bachmann, 15. Januar 2004
2. ↑  In diese Richtung ging die Politische Plattform des ZK der KPD in Moskau vom 30. Dezember 1939. Dazu Detlev Peukert: Die KPD im Widerstand; Wuppertal 1980, S. 327f
3. ↑  Information zur Stolpersteinverlegung in Köln
4. ↑  Peter Schütt: Kurt Bachmann, in Die Wahrheit über Hitler - Kurt Bachmann im Gespräch mit Wilfried Reckert, Weltkreis-Verlag, Dortmund 1978, S. 176
5. ↑  Lenin-Friedenspreis an Kurt Bachmann übergeben. In: Neues Deutschland. 16. Juni 1979, S. 7 (staatsbibliothek-berlin.de).
6. ↑  So z. B. in seinem Werk: 1933. Texte, Fotos, Chronik. Hg. u. eingel. v. K. Bachmann, Frankfurt/Main 1983
7. ↑  Zitiert nach M. Demmer: Vorkämpfer der Menschenrechte. Zum 100. Geburtstag des Widerstandskämpfers und VVN-Mitbegründers Kurt Bachmann; 27. Juni 2009

| Personendaten    | Personendaten                                     |
| ---------------- | ------------------------------------------------- |
| NAME             | Bachmann, Kurt                                    |
| KURZBESCHREIBUNG | deutscher DKP-Vorsitzender und Widerstandskämpfer |
| GEBURTSDATUM     | 22. Juni 1909                                     |
| GEBURTSORT       | Düren                                             |
| STERBEDATUM      | 23. Februar 1997                                  |
| STERBEORT        | Köln                                              |